# Wygoda (zniesiona osada)
Wygoda – dawna osada w Polsce, w województwie łódzkim, w powiecie piotrkowskim, w gminie Łęki Szlacheckie.  Miejscowość zniesiona 1 stycznia 2017.
W latach 1975–1998 miejscowość należała administracyjnie do województwa piotrkowskiego.